# Нечаев, Матвей Гаврилович
Матве́й Гаври́лович Неча́ев (посл. четв. XVII века — 1752) — «посадский человек» ярославский, совершивший путешествие в Иерусалим в 1721—1722 годах.

## Биография
Биографические сведения о М. Г. Нечаеве крайне скудны и почерпнуты в основном из его сочинения.
Жил в Ярославле, в Толчковской слободе, был состоятельным купцом-откупщиком, вёл заграничную торговлю через греческих посредников.
26 августа 1721 года выехал в Нежин и далее с купеческим караваном через Киев, Польшу, Валахию, Болгарию, Адрианополь — в Константинополь, куда прибыл 8 ноября. В течение месяца осмотрел христианские церкви, мечеть Айя-София, султанский дворец, крепостные стены и башни, константинопольские столпы, источник Балуклия. 9 декабря морем отправился в Иоппию, посетив по пути острова Эгейского, Мраморного и Средиземного морей. Из Иоппии через Рамлу прибыл в Иерусалим (4 марта 1722). Посетив святые места (в том числе Воскресенский собор, дом царя Давида, монастырь Иакова), после Пасхи в мае отправился в обратный путь. В период 1722—1726 годов составил записки о своём паломничестве.

## Записки путешественника
В записках содержатся сведения о греческих торговых колониях в России, налоговой системе Турции, эпидемии чумы в Константинополе (1721), арабских бунтах в Иерусалиме, мальтийском флоте, русских невольниках в Турции. Представляют интерес описания и характеристики Иеремии II, константинопольского патриарха; Хрисанфа, иерусалимского патриарха; Афанасия, андрианопольского митрополита; Ионикии Сенютовича, архимандрита; М. Б. Шереметева, посла России; П. А. Голицына, генерала; А. О. Боронина, ярославского купца. Изложена история ареста Варлаама Леницкого, путешествовавшего в Иерусалим в 1712—1714 годах. Любопытно замечание Нечаева о бедности сербского и болгарского языков по сравнению с русским.
Святыням Иерусалима автор посвятил примерно одну треть своего труда, тогда как бо́льшую часть заняли светские описания, в связи с чем записки по жанру представляют собой своеобразный переход от средневековых паломнических описаний к светским путевым запискам. Запискам свойственны краткость и фактографичность путевой части, в то же время стиль изложения отличается «торжественной пышностью», «напыщенностью».
Записки М. Г. Нечаева были опубликованы в 1849, 1871 и 1875 годах, очевидно, с разных списков, о чём свидетельствуют разные даты его путешествия в заголовках. Сопоставление дат исторических реалий позволяет считать срок его путешествия с 1721 по 1722 год.

### Публикации
- Нечаев М. Г. Путешествие посадского человека Матвея Гаврилова Нечаева в Иерусалим (1719—1720 года) / Под ред. Н. П. Барсова. — Варшава: тип. Варшавск. учеб. окр., 1875. — 2+34+2 с.[4]
- Путешествие в 1721 и 1722 годах ярославского жителя Матвея Гавриловича Нечаева ко святым местам палестинским // Ярославский литературный сборник на 1849 год. — Ярославль, 1849. — С. 127—181.
- Путешествие ярославца жителя Матвея Гавриловича Нечаева в Палестину // Ярославские губернские ведомости. — 1871. — № 14. — С. 35-36; № 15. — С. 37-38; № 16. — С. 39-40; № 17. — С. 43-44; № 18. — С. 45-46; № 19. — С. 50.